# Pavel Olšiak
Pavel Olšiak (Lučenec, 28 oktober 1972) is een voormalig Slowaaks voetbalscheidsrechter. Hij was FIFA-scheidsrechter van 2006 tot en met 2010.

## Interlands
| Datum            | Wedstrijd             | Uitslag | Competitie        | Kreeg geel | Kreeg voor de tweede keer geel en dus rood | Weggestuurd |
| ---------------- | --------------------- | ------- | ----------------- | ---------- | ------------------------------------------ | ----------- |
| 24 mei 2006      | Noorwegen – Paraguay  | 2 – 2   | Vriendschappelijk | 0          | 0                                          | 0           |
| 21 november 2007 | Oostenrijk – Tunesië  | 0 – 0   | Vriendschappelijk | 2          | 0                                          | 0           |
| 12 augustus 2009 | Oostenrijk – Kameroen | 0 – 2   | Vriendschappelijk | 1          | 0                                          | 0           |
| 3 maart 2010     | Turkije – Honduras    | 2 – 0   | Vriendschappelijk | 1          | 0                                          | 0           |